# Umierający detektyw
Umierający detektyw (ang. The Adventure of the Dying Detective) – opowiadanie sir Arthura Conana Doyle’a z serii o detektywie Sherlocku Holmesie i jego przyjacielu, doktorze Watsonie. Zostało opublikowane po raz pierwszy w 1913 roku (w listopadzie w Collier’s Weekly Magazine z rysunkami Frederica Dorr Steele, w grudniu w The Strand Magazine z rysunkami Waltera Pageta brata Sidneya), później m.in. w zbiorze nowel His Last Bow (Jego ostatni ukłon), w 1917 roku. Nowela została zekranizowana w 1994 roku przez brytyjską reżyser Sarę Hellings (The Memoirs of Sherlock Holmes). 

## Zarys intrygi
Pewnego razu do domu doktora Watsona przybiegła gospodyni Sherlocka Holmesa, mówiąc, że Holmes jest ciężko chory i umiera. Watson pobiegł do przyjaciela. Był on blady, bardzo słaby i do tego co chwila wił się z bólu, a nawet majaczył. Mówi, że to gorączka sumatrzańska i zaraził się nią w porcie. Watson chce zbadać przyjaciela, ale Holmes nie pozwala mu się do siebie zbliżyć, mówiąc, że może się zarazić od niego. Watson chce sprowadzić innego lekarza, ale Holmes nagle zrywa się z posłania, zamyka drzwi na klucz, który chowa do kieszeni, a potem jak gdyby nigdy nic kładzie się do łóżka i znów jęczy. Watson chcąc, nie chcąc, musiał zostać parę godzin u Holmesa. Z nudów zaczął oglądać malutkie, czworokątne pudełko. Kiedy jednak próbuje je otworzyć, Holmes krzyczy na niego wściekły i przerażony, by tego nie robił. Potem prosi Watsona, by pojechał po niejakiego Calvertona Smitha, który jest lekarzem-amatorem i jako jedyny zna się gorączce sumatrzańskiej. Doktor ma  pojechać po Smitha, ale musi przybyć do Holmesa wcześniej niż on. Watson jedzie więc do Smitha, który jest nieco zdumiony chorobą Holmesa, ale zgadza się mu pomóc. 
Watson pod pretekstem, że musi jechać do innego pacjenta, wymyka się z domu Smitha i szybko przybywa do Holmesa. Chwile później zjawia się Smith i rozmawia z Holmesem. Watson, na prośbę przyjaciela, chowa się za łóżko i wszystko podsłuchuje. Holmes mówi Smithowi, że wie, iż to on zabił swojego bratanka, Wiktora Savage'a, ale nie powie o tym nikomu, jeśli Smith go ocali. Smith kpi sobie z Holmesa, że już nic nikomu nie powie, po czym bezczelnie przyznaje się do morderstwa bratanka. Mówi również, iż to on wysłał coś, co zaraziło Holmesa gorączką. Tym czymś było małe pudełeczko, które, jeśli się je otworzyło, wyskakiwała mała sprężyna i łatwo było się o nią zranić. Holmes otworzył pudełko, ranił się w palec i zaraził się. W taki sam sposób umarł Wiktor Savage. Smith, na prośbę Holmesa, zapala lampę i podaje detektywowi papieros i zapałki. Wówczas Holmes wstaje cały i zdrowy, zapala papieros, zaś do pokoju wchodzą policjanci, którzy czuwali przed domem i weszli na umówiony znak - zapaloną lampę. Inspektor aresztuje Smitha za morderstwo bratanka i próbę zabicia Holmesa. Kiedy zaś Smith zaprzecza i mówi, że nie ma świadków na tę rozmowę, Watson wychodzi zza łóżka i ujawnia się. Smith zostaje aresztowany. Holmes przyznaje się, jakich sposobów użył, by udać chorobę - dla pewności przeczytał wszystko o gorączce sumatrzańskiej. Nie pozwolił jednak Watsonowi się do siebie zbliżyć, gdyż Watson na pewno by się domyślił, że to blef, a wówczas, nie odegrałby przed Smithem tak wiarygodnie strachu i lęku o życie przyjaciela.
W filmie z 1994 r. chorobę detektywa znacznie skrócono, rozbudowano zaś wątek Wiktora.